# 陈占鳌
陈占鳌，字晓山，广东海阳隆津都（今属潮州潮安）人，清末官员。

## 生平
同治六年丁卯科举人。授工部主事。1877年（光绪三年），由于山西、河南两省发生严重饥荒，奉丁日昌之命前往南洋募捐，获得善款八万两白银。事后，直隶总督李鸿章、山西巡抚曾国荃、福建巡抚丁日昌、河南巡抚涂宗瀛联合上奏，请求朝廷嘉奖陈占鳌。朝廷以直隶州知州分发省分尽先补用。
之后追随张之洞，成为张之洞的幕僚，1889年受张之洞的派遣，前往山西探查铁矿。
1898年，出任山西冀宁道署按察使。山西大学堂成立后，兼职在其西学专斋授课，讲授采矿学。后卒于任上。